# イーグル・ジャンプ
『イーグル・ジャンプ』（原題: Eddie the Eagle）は、2016年にアメリカ合衆国とイギリスとドイツが共同製作した伝記映画。イギリス史上初のスキージャンプオリンピック代表選手であるエディ・エドワーズの半生を描いている。デクスター・フレッチャー監督、タロン・エジャトンとヒュー・ジャックマンの主演。
日本では劇場公開されず、ビデオスルーとなった。
2022年2月13日（12日深夜）にNHK総合で放映された。

## ストーリー
エディ・エドワーズは幼い頃からオリンピック選手に憧れていた。だが、近眼で運動音痴なエディには到底無理な話だと周囲からは馬鹿にされていた。そんなある日、イギリス国内にスキージャンプの有力選手が誰もいないと知ったエディは、スキージャンプのイギリス代表選手になるため練習場があるドイツの雪山へと向かうのだった。
そこでエディが出会ったのは、過去には天才スキージャンパーと称されていたが、傲慢な態度と素行不良が原因でスキージャンプ界を追放され、今では練習場の整備係にまで身を落としているブロンソン・ピアリーだった。エディはピアリーに自らのコーチになってほしいと頼み込むが当然相手にされるわけはなく、彼は冷たくあしらわれてしまう。だが、スキージャンプに本気で打ち込み大怪我をしてまで練習に臨むエディの姿を見て、かつての情熱を取り戻したピアリーは彼のコーチを引き受けるのだった。
こうして二人のオリンピックへの挑戦が始まった。

## キャスト
※括弧内は日本語吹替
- エディ・エドワーズ - タロン・エジャトン（亀田佳明）
- ブロンソン・ピアリー - ヒュー・ジャックマン（山路和弘）
- ウォーレン・シャープ - クリストファー・ウォーケン（立川三貴）
- ペトラ - イリス・ベルベン（英語版）（野沢由香里）
- リッチモンド - マーク・ベントン（英語版）：BOA役員
- テリー - キース・アレン（英語版）（斎藤志郎）：エディの父
- ジャネット - ジョー・ハートリー（相田さやか）：エディの母
- ダスティン・ターゲット - ティム・マッキナリー（木下浩之）：BOA委員長
- マッチ・ニッカネン - エドヴィン・エンドレ
- BBCコメンテーター - ジム・ブロードベント（田原アルノ）
- ザック - ダニエル・イングス（英語版）：イギリスのオリンピック選手
- ビョルン - ルーン・タムティ（英語版）：ノルウェーのコーチ